# 狭瓣鹰爪花
狭瓣鹰爪花（学名：Artabotrys hainanensis）为番荔枝科鹰爪花属的植物，为中国的特有植物。分布在中国大陆的海南等地，生长于海拔800米的地区，一般生于低海拔至中海拔密林中，目前尚未由人工引种栽培。
其种加词“hainanensis”意为“海南的”。

## 别名
狭瓣鹰爪（中国植物学杂志）